# Дюсон (Луїзіана)
Дюсон (англ. Duson) — місто (англ. town) в США, в округах Акадія і Лафаєтт штату Луїзіана. Населення — 1326 осіб (2020).

## Географія
Дюсон розташований за координатами 30°14′7″ пн. ш. 92°11′21″ зх. д. / 30.23528° пн. ш. 92.18917° зх. д. (30.235233, -92.189238).  За даними Бюро перепису населення США в 2010 році місто мало площу 7,17 км², з яких 7,14 км² — суходіл та 0,02 км² — водойми. В 2017 році площа становила 8,09 км², з яких 8,06 км² — суходіл та 0,02 км² — водойми.

## Демографія
Згідно з переписом 2010 року, у місті мешкало 1716 осіб у 677 домогосподарствах у складі 439 родин. Густота населення становила 239 осіб/км².  Було 775 помешкань (108/км²).
Расовий склад населення:
| - 68,8 % — білих - 26,0 % — чорних або афроамериканців - 0,3 % — азіатів - 0,1 % — корінних американців - 2,5 % — осіб інших рас |

До двох чи більше рас належало 2,2 %. Частка іспаномовних становила 6,2 % від усіх жителів.
За віковим діапазоном населення розподілялося таким чином: 27,9 % — особи молодші 18 років, 60,2 % — особи у віці 18—64 років, 11,9 % — особи у віці 65 років та старші. Медіана віку мешканця становила 33,8 року. На 100 осіб жіночої статі у місті припадало 93,2 чоловіків;  на 100 жінок у віці від 18 років та старших — 87,4 чоловіків також старших 18 років.
Середній дохід на одне домашнє господарство  становив 48 360 доларів США (медіана — 30 326), а середній дохід на одну сім'ю — 47 109 доларів (медіана — 30 521). За межею бідності перебувало 25,6 % осіб, у тому числі 35,4 % дітей у віці до 18 років та 23,9 % осіб у віці 65 років та старших.
Цивільне працевлаштоване населення становило 743 особи. Основні галузі зайнятості: освіта, охорона здоров'я та соціальна допомога — 25,6 %, роздрібна торгівля — 18,8 %, мистецтво, розваги та відпочинок — 13,3 %, сільське господарство, лісництво, риболовля — 11,0 %.